# Курган Ілля Львович
Ілля Львович Курган (біл. Ілья Львовіч Курган; спр. Ейдельман) (26 травня 1926, Борисов, Мінської області — 21 серпня 2019) — білоруський актор, диктор радіо, театральний педагог. Заслужений артист Білоруської РСР (1968).

## Біографія
Закінчив Білоруський театральний інститут (1949) за спеціальністю «актор драматичного театру» (перший випуск інституту, курс Євстигнея Мировича). З 1949 року — диктор (до 1987) і артист Національної телерадіокомпанії Білорусі. З 1959 викладає у Білоруській державній академії мистецтв (з 1992 професор кафедри сценічної мови), з 1995 року одночасно в Білоруському університеті культури.

## Творчість
Його мистецтво виявилося в радіопостановках «Приймаки» Я. Купали, «Мисливське щастя» Е. Самуйленка, «Прапор бригади» А. Кулешова, «Незабутні дні» М. Линькова, в багатосерійному радіоспектаклі «Доктор Руссель» В. Дзюби. Серед записів: на радіо — «Скипйовський ліс» К. Чорного (1995), «Пан Тадеуш» А. Міцкевича (1997), на грамплатівках — поеми «Курган» Я. Купали, «Нова земля» і «Симон-музика» (уривки)  Я. Коласа, «Мужність» і «Літній день» (уривки)П. Глєбки, «Десятий фундамент» П. Кролика, вірші  М. Богдановича, П. Бровки.